# 高瀬一誌
髙瀬 一誌（たかせ かずし、1929年12月7日 - 2001年5月12日）は昭和から平成期の歌人。本名、高瀬公一郎。

## 経歴
東京府豊多摩郡井荻町（現・杉並区）に生まれる。父は東京商科大学（現・一橋大学）教授・文部大臣・郵政大臣などを歴任した高瀬荘太郎、母方の祖父は台湾銀行副頭取・東洋海上保険（現・日新火災海上保険）社長などを歴任した下坂藤太郎。
1942年に暁星中学校に入学し、戦時中は父の郷里である静岡県富士宮市に疎開して富士宮農学校（現・静岡県立富岳館高等学校）に転校した。1946年に歌誌「をだまき」に入会し、中河幹子（小説家・中河与一の妻）に師事。1951年、蒔田さくら子とともに歌誌「短歌人」に入会し小宮良太郎に師事。1953年、「短歌人」編集委員就任。参議院議員を務めていた父の秘書を経験する。1956年、作品活動が活発かつ功労のあった同人に贈られる斎藤瀏賞を受賞。
1959年に東京経済大学を卒業。中外製薬広告課に入社し、25年にわたってCMなどの制作に携わった。手がけたCMには「ガンバラナクッチャ」「ちかれたびい」で知られる新グロモントや「おじゃま虫」のバルサンなどがある。
1966年、「短歌人」編集・発行人に就任。1973年、歌人の三井ゆきと結婚。
10代から作歌を始めているが、第一歌集『喝采』を出したのは遅く、1982年、53歳の時のことである。同作で第8回短歌公論処女歌集賞を受賞。1985年に中外製薬を退社、「短歌人」編集発行人も退く。同年、石黒清介の誘いにより、『短歌現代』（短歌新聞社）編集長に就任。1989年、現代歌人協会理事・広報委員長。1994年、現代歌人協会常任理事。
2001年、膵臓がんにより死去。墓所は鎌倉市の円覚寺。

## 作風・人物
作風としては、散文的で実験性の強い口語短歌である。意図的に音数を減らした文体に特徴があり、とりわけ三句目の五音が脱落していることが多い。その一方で、特に初心者に対しては、定型の遵守を強く指導していたという。
後進育成にも熱心で、「短歌人」から小池光、永井陽子、藤原龍一郎、武下奈々子、辰巳泰子、松木秀、天野慶など多くの歌人を送り出した。その功績を称え、2002年より「短歌人」内の公募新人賞である「短歌人新人賞」が、「高瀬賞」と改称される。

## 主な著書
- 歌集『喝采』　短歌新聞社、1982年
- 歌集『レセプション』　短歌新聞社〈昭和歌人集成〉、1989年
- 歌集『スミレ幼稚園』　短歌新聞社、1996年
- 歌集『火ダルマ』（遺歌集）　砂子屋書房、2002年
- 『高瀬一誌全歌集』　短歌人会、2005年
- 『髙瀬一誌全歌集』　六花書林、2015年